# ATLAS Network
ATLAS Network — объединение организаций полицейского спецназа 27 государств-членов Европейского Союза, созданное после террористических актов 11 сентября 2001 года. Первоначально ATLAS была организована неофициально для обмена информацией и совместных учений, а затем, в 2008 году, официально создана решением Совета Европейского союза, которое также расширило функции ATLAS, включив в них оказание помощи другому государству-члену по его запросу.
ATLAS использует термины «подразделение специального назначения» и «кризисная ситуация», определяемые как:
- «Подразделение специального назначения» — любое правоохранительное подразделение государства-члена, которое специализируется на кризисных ситуациях;
- «Кризисная ситуация» — это любая ситуация, в которой компетентные органы государства-члена имеют основания полагать, что имеет место уголовное преступление, представляющее серьезную прямую физическую угрозу лицам, имуществу, инфраструктуре или учреждениям в этом государстве, в частности, случаи боёв с террористами[1].

ATLAS допускает, что у государства-участника может не быть средств, ресурсов или опыта для эффективного разрешения всех кризисных ситуаций, особенно крупных, и представляет возможность запросить помощь у других участников организации.
В 2018 году, была создана в Европейском антитеррористическом центре Европола был создан Офис поддержки ATLAS, что усилило роль ATLAS в работе европейских полицейских служб.

## Участники
ATLAS состоит из 38 подразделений специального назначения, в том числе из стран, не входящих в ЕС: Швейцарии, Норвегии, Исландии и Соединенного Королевства. Государства-участники, не входящие в ЕС, не имеют права голоса.
| Подразделение                   | Страна                                 | Статус                                         |
| ------------------------------- | -------------------------------------- | ---------------------------------------------- |
| AKS                             | Дания                                  |                                                |
| ARAS                            | Литва                                  |                                                |
| ATJ Lučko                       | Хорватия                               |                                                |
| BOA                             | Польша                                 |                                                |
| BSIJ                            | / Жандармерия                          |                                                |
| Delta                           | Норвегия                               | Не член Евросоюза                              |
| DSI                             | Нидерланды                             |                                                |
| DSU                             | Бельгия                                |                                                |
| EAO                             | Республика Кипр                        |                                                |
| EKAM                            | Греция                                 |                                                |
| EKO Cobra                       | Австрия                                |                                                |
| ERU                             | Ирландия                               |                                                |
| GEO                             | / Национальная полиция Испании         |                                                |
| GIGN                            | / Национальная жандармерия Франции     |                                                |
| GIOE                            | / Национальная республиканская гвардия |                                                |
| GIS                             | / Карабинеры Италии                    |                                                |
| GOE                             | / Полиция государственной безопасности |                                                |
| GSG 9                           | / Федеральная полиция                  |                                                |
| K-Komando                       | Эстония                                |                                                |
| Lynx                            | Словакия                               |                                                |
| NI                              | Швеция                                 |                                                |
| NOCS                            | / Полиция Италии                       |                                                |
| OMEGA                           | / Государственная полиция Латвии       |                                                |
| RAID                            | / Национальная полиция Франции         |                                                |
| Red Panther                     | Словения                               |                                                |
| SCO19                           | Великобритания                         | Не член Евросоюза                              |
| SEK Baden-Württemberg           | / Landespolizei                        | Представители SEK разных подразделений полиции |
| Special Intervention Unit (SIU) | Мальта                                 |                                                |
| SIU                             | Финляндия                              |                                                |
| Skorpion (Цюрих)                | [ 5 ]                                  | Не член Евросоюза                              |
| SIAS                            | / Национальная полиция                 |                                                |
| SOBT                            | /Министерство внутренних дел Болгарии  |                                                |
| TEK                             | Венгрия                                |                                                |
| UEI                             | / Гражданская гвардия Испании          |                                                |
| URNA                            | Чехия                                  |                                                |
| USP                             | Люксембург                             |                                                |
| Viking                          | Исландия                               | Не член Евросоюза                              |